# مسابقات ملی مناظره دانشجویان ایران
مسابقات ملی مناظره دانشجویان ایران (ISDC)، الگوی بومی‌سازی شده مسابقات مناظره دانشگاه‌های جهان (WUDC) و یکی از بزرگ‌ترین رویدادهای دانشجویی در ایران است که توسط سازمان دانشجویان جهاد دانشگاهی در سراسر ایران برگزار می‌شود. تفاوت عمده این مسابقات با سایر رویدادهای مشابه، دفاع شرکت‌کنندگان از موضع واقعی خود است. قالب برگزاری مناظرات در این رقابت‌ها، قالب ISDC است.
هر ساله این رویداد دانشجویی به میزبانی واحدهای جهاد دانشگاهی در استان‌های سراسر کشور در مرحله استانی/ دانشگاهی، و پس از تعیین گروه‌های برگزیده در مرحله منطقه‌ای، به میزبانی سازمان دانشجویان جهاد دانشگاهی در مرحله کشوری در یکی از دانشگاه‌های استان تهران دنبال می‌شود.

## تاریخچه

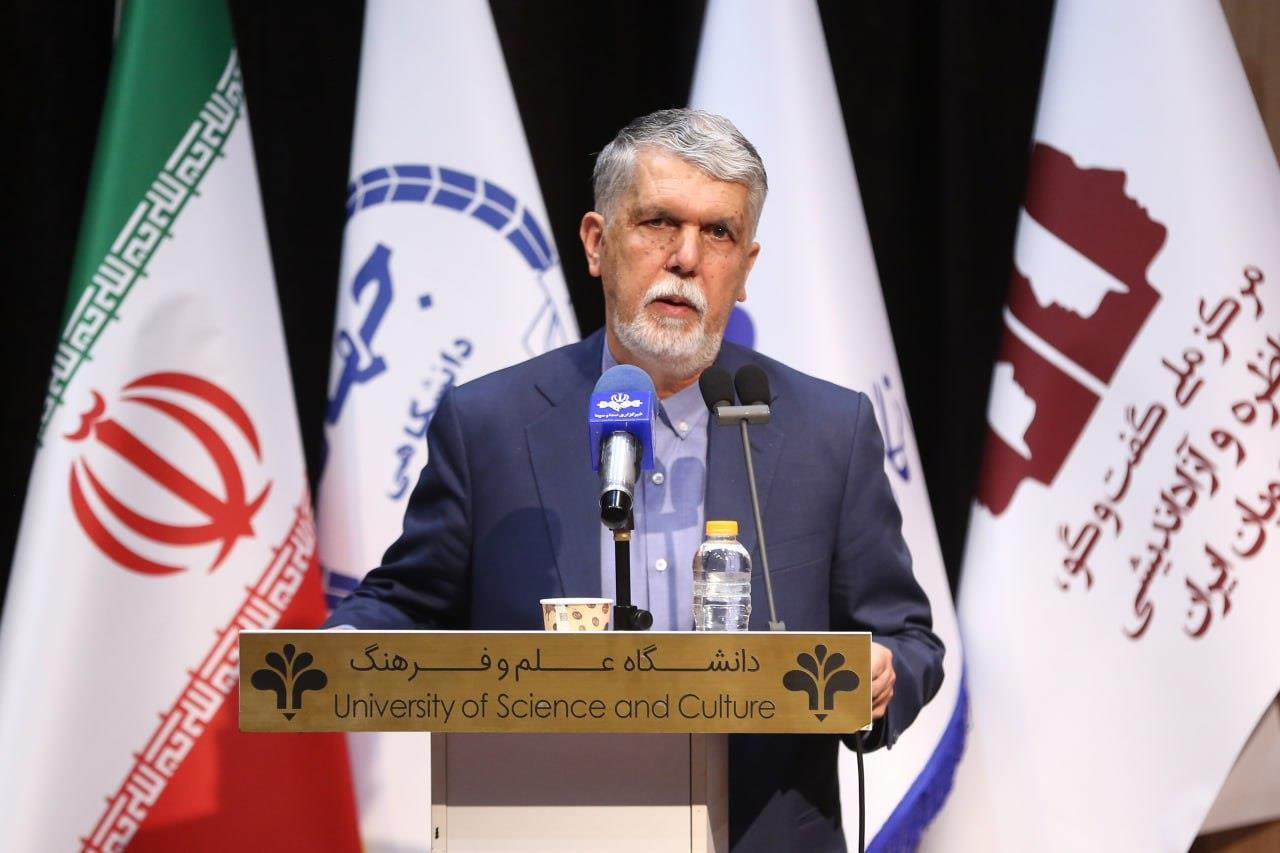
سیدعباس صالحی، وزیر فرهنگ و ارشاد اسلامیِ دولت چهاردهم در مراسم اختتامیه چهاردهمین دوره مسابقات ملی مناظره دانشجویان ایران

پس از ارائه ایده در سازمان دانشجویان و تشکیل کارگروهی ویژه برای طرح، پیش‌نویس طرح مسابقات مناظره دانشجویی به نگارش درآمد. پس از مشاوره‌ها و مطالعات بسیار، طرح نهایی مسابقات مناظره دانشجویی تدوین شد. پس از مطالعه و ترجمه متون تخصصی و مطالعه سبک‌های جهانی مناظره، همچنین بررسی مطالعاتی و امکان‌سنجی اجرای طرح مسابقات در دانشگاه‌های کشور و بومی‌سازی مسابقات مناظره با توجه با فضای سیاسی و فرهنگی دانشگاه‌های کشور در سال ۱۳۹۰، آیین‌نامه‌های برگزاری و داوری و فرم‌های مربوطه تهیه و تنظیم شد.
این‌چنین بود که سازمان دانشجویان از سال ۱۳۹۱ وارد مرحله اجرایی مسابقات مناظره شد و نخستین دوره مسابقات مناظره دانشجویی در اردیبهشت همان سال در دانشگاه تربیت مدرس با حضور ۱۶ تیم در سطح استان تهران برگزار شد. دوره دوم و سوم مسابقات نیز در سطح ملی و با حضور بیش از ۸۰ گروه از دانشگاه‌های سراسر کشور برگزار گردید. از دوره چهارم، مسابقات به صورت سه مرحله‌ای برگزار شد که جهشی بزرگ در سطح برگزاری و افزایش مشارکت دانشجویان سراسر کشور را در پی داشته‌است. این مسابقات بین سال‌های ۹۱ تا ۹۴ به صورت متمرکز در استان تهران، بین سال‌های ۹۴ تا ۱۴۰۱ در سه مرحله استانی، منطقه‌ای و کشوری، و از سال ۱۴۰۲ به بعد در دو مرحله استانی و کشوری برگزار شد.

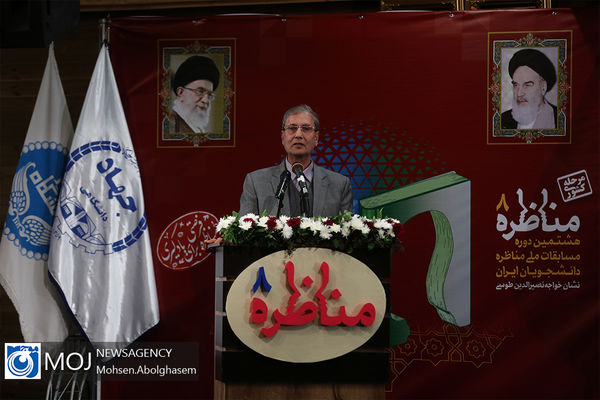
علی ربیعی، سخنگوی وقت دولت در مراسم اختتامیه هشتمین دوره مسابقات ملی مناظره دانشجویان ایران

هم‌اکنون دبیرخانه مسابقات مناظره دانشجویان ایران به مرکز ملی گفتگو، مناظره و آزاداندیشی ارتقاء یافته‌است. مرکز ملی گفتگو، مناظره و آزاداندیشی وابسته به سازمان دانشجویان جهاد دانشگاهی اولین برگزارکننده مسابقات مناظره در حوزه دانشجویی و به صورت ملی در سطح کشور است. این مرکز تا به امروز موفق به برگزاری یازده دوره مسابقات ملی مناظره دانشجویان ایران «نشان خواجه نصیرالدین طوسی»، یک دوره مناظره به زبان انگلیسی و سه دوره مسابقات مناظره تخصصی تعاون شده‌است. برگزاری گفت‌وگوهای دانشجویی با محوریت مسائل روز و تولید محتوای آموزشی در قالب نشریه، کتاب، فیلم‌ها و کارگاه‌های تخصصی نیز از دیگر برنامه‌های مرکز است.

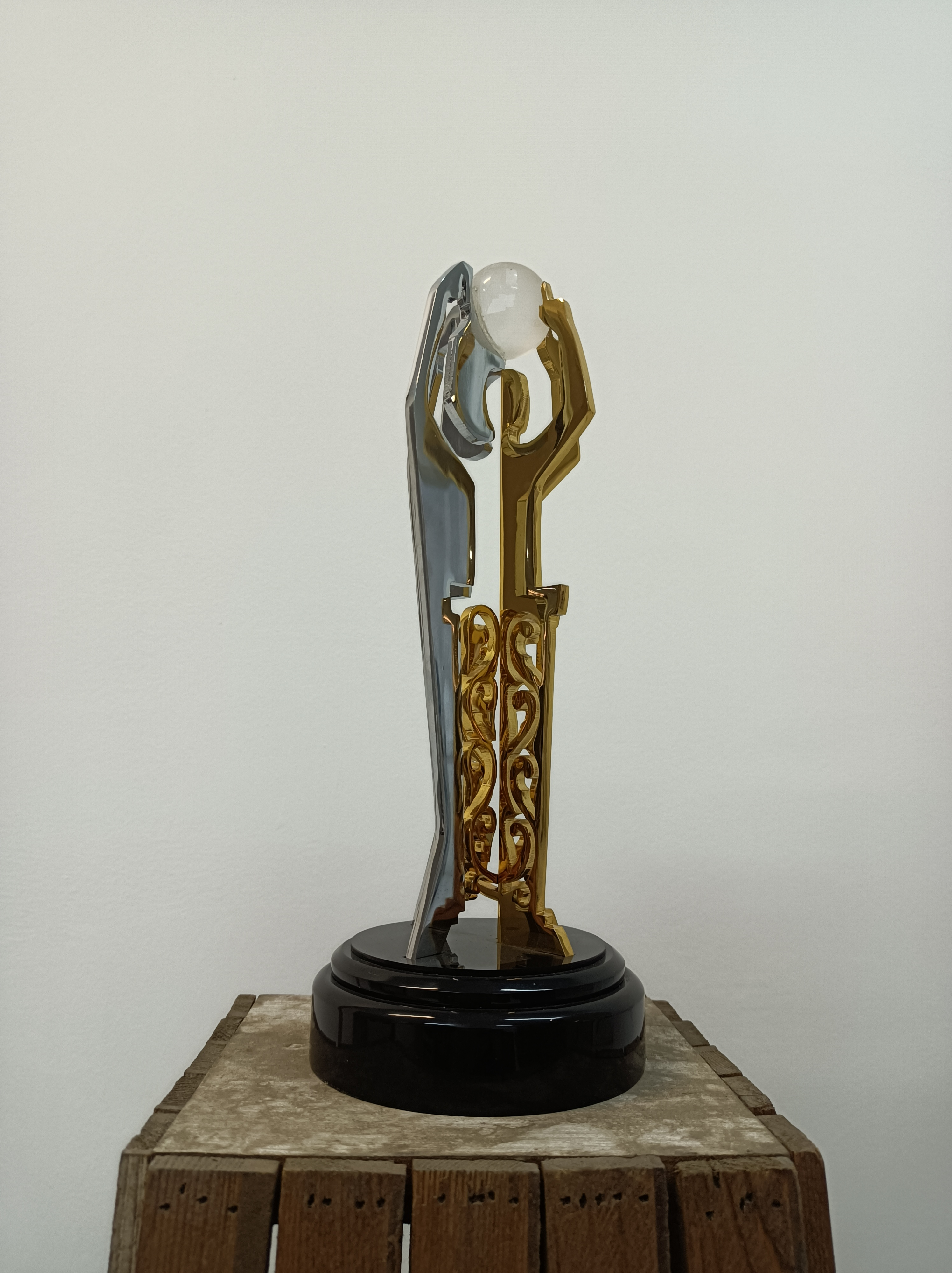
نشان خواجه نصیرالدین طوسی

## مدل مناظرات ISDC
در این مدل، سه نقش عمده وجود دارد که عبارت است از: رئیس جلسه، تیم‌های مناظره‌کننده و داور.
رئیس جلسه: فردی است که وظیفه مدیریت و برگزاری جلسات مناظره را بر اساس قوانین و آیین‌نامه برگزاری مسابقات بر عهده دارد و همچنین اداره مسابقه، معرفی تیم‌ها، نظارت بر رعایت نوبت و زمان سخنرانی‌ها و نظارت بر رعایت ضوابط و آیین‌نامه بر عهده رئیس جلسه است. شایان ذکر است که بخشی از داوری مناظره در خصوص ملاک‌های مذکور توسط رئیس جلسه صورت می‌گیرد. رئیس جلسه می‌بایست در ابتدای هر مسابقه خلاصه‌ای در مورد چگونگی اجرای مسابقه، زمان سخنرانی‌ها، معرفی داوران، گروه‌های شرکت‌کننده و گزاره مسابقه به شنوندگان ارائه نماید.
تیم‌های مناظره‌کننده: گروهی است متشکل از چهار عضو دانشجو، به سرپرستی یک عضو هیئت علمی دانشگاه. معرفی سرپرست برای تیم اختیاری است و هر تیم دارای دو عضو مناظره‌کننده و دو عضو محقق است؛ مناظره‌کنندگان، دو نفر از اعضای تیم مناظره‌کننده که در صحنه مناظره به‌عنوان سخنران حاضر می‌شوند و محققان، دو نفر از اعضای تیم مناظره‌کننده که موظفند منابع، اطلاعات و محتوای لازم برای هر مناظره را در اختیار گروه قرار دهند. سرپرست گروه، عضوی اختیاری است از اعضای هیئت علمی دانشگاه‌ها، مؤسسات و مراکز آموزش عالی کشور که موظف است اعضای تیم را هدایت و راهبری کند.
در هر مناظره چهار نفر شرکت می‌کنند که دو تن از آنها از گزاره دفاع و دو تن دیگر با گزاره مخالفت می‌کنند. گزاره‌های مصوب شورای علمی از قبل به شرکت‌کنندگان اعلام و موضع هر تیم نسبت به گزاره‌ها توسط دبیرخانه مسابقات دریافت می‌شود. جدول مسابقات براساس اعلام مواضع تیم‌ها و رعایت تنوع گزاره‌ها تدوین و به شرکت‌کنندگان اعلام خواهد شد.
داوران: مسئولیت قضاوت تیم‌های مناظره‌کننده را تنها بر اساس اصول و قواعد مناظره بر عهده دارند و شامل سه داور عضو هیئت علمی (و سه داور دانشجویی در مرحله کشوری، و دو داور نکته‌یاب در مراحل نهایی مرحله کشوری) است. داور، فردی است از اعضای هیئت علمی دانشگاه‌ها، مراکز و مؤسسات آموزش عالی کشور که با رعایت اخلاق، انصاف، بی‌طرفی و در چارچوب اصول علمی به ارزیابی عملکرد گروه‌های مناظره کننده می‌پردازد و بر اساس ضوابط تعیین شده در این آیین‌نامه و نیز آیین‌نامه برگزاری مسابقات، قضاوت خود را اعلام می‌کند.
روند اجرایی یک مناظره در الگوی ISDC

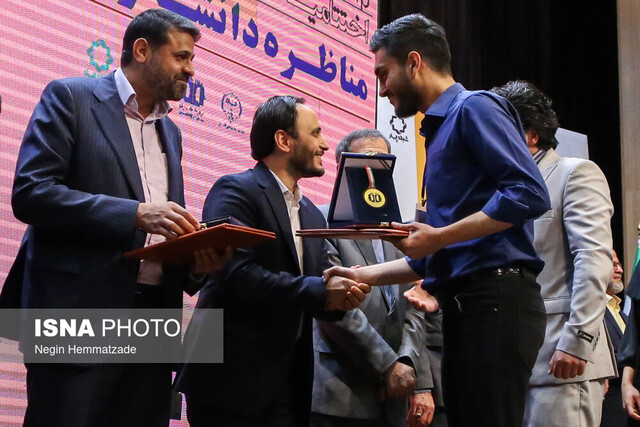
علی بهادری جهرمی، سخنگوی دولت سیزدهم و احمد نادری، نماینده مجلس یازدهم در اختتامیه یازدهمین دوره مسابقات ملی مناظره دانشجویان ایران

- طرح مسئله توسط تیم موافق (سخنران اول)- ۴ دقیقه
- طرح مسئله توسط تیم مخالف (سخنران اول) -۴ دقیقه
```
 زنگ پایان سخنرانی اول
```

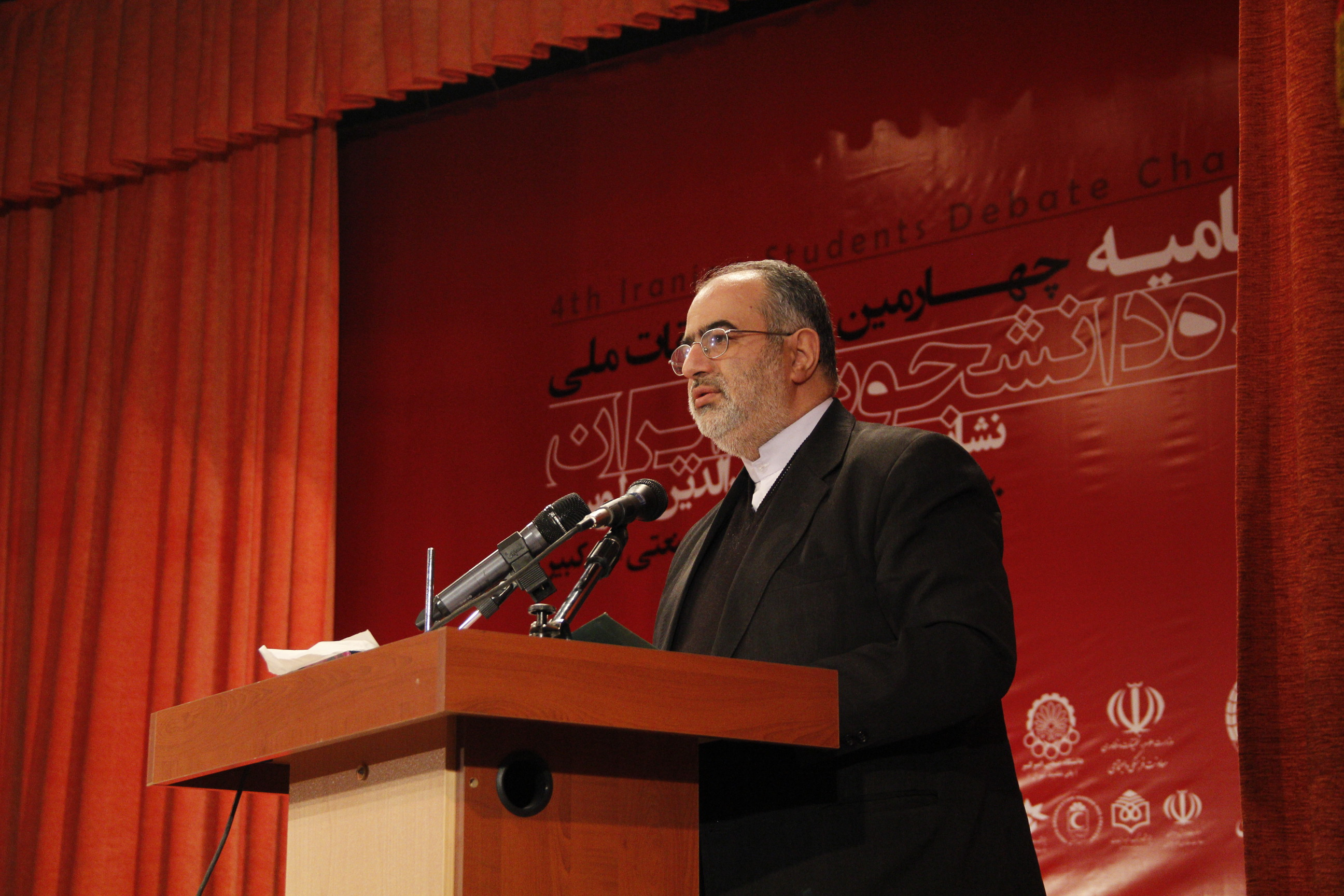
حسام‌الدین آشنا، مشاور فرهنگی رئیس‌جمهور وقت و استاد دانشگاه امام صادق در اختتامیه چهارمین دوره مسابقات ملی مناظره دانشجویان ایران

- دفاع تیم موافق (سخنران دوم)- ۳ دقیقه
- دفاع تیم مخالف (سخنران دوم)- ۳ دقیقه
```
 زنگ پایان سخنرانی دوم
```

-دفاع تیم موافق (سخنران اول)- ۳ دقیقه
-دفاع تیم مخالف (سخنران اول)- ۳ دقیقه
```
 زنگ پایان سخنرانی سوم
```

- دفاع تیم موافق (سخنران دوم)- ۳ دقیقه
- دفاع تیم مخالف (سخنران دوم)- ۳ دقیقه
```
 زنگ پایان سخنرانی چهارم
```

-دفاع تیم موافق (سخنران اول)- ۳ دقیقه
-دفاع تیم مخالف (سخنران اول)- ۳ دقیقه
```
 زنگ پایان سخنرانی پنجم
```

-نتیجه‌گیری تیم موافق (سخنران دوم)- ۲ دقیقه
- نتیجه‌گیری تیم مخالف (سخنران دوم)- ۲ دقیقه
```
 زنگ پایان مناظره
```

- اعلام خاتمه مسابقه توسط رئیس جلسه

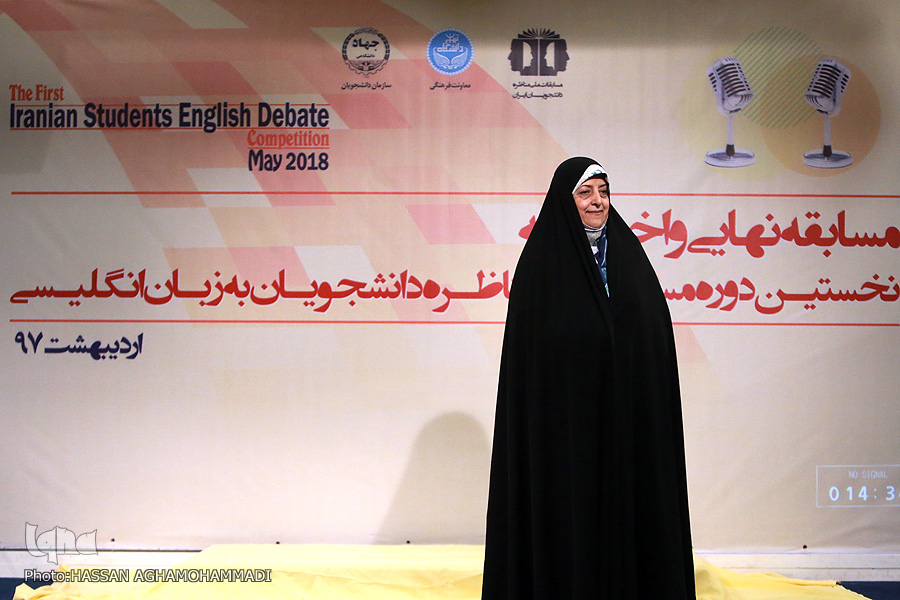
معصومه ابتکار، معاون امور زنان و خانواده ریاست جمهوری در دولت دوازدهم در اختتامیه مسابقات مناظره دانشجویان به زبان انگلیسی

- ۱۰–۱۵ دقیقه تنفس جهت اعلام نتیجه توسط هیئت داوران
-اعلام رأی هیئت داوران و امتیازات و نام برنده توسط رئیس جلسه
-خاتمه مسابقه

## تفاوت مدل WUDC و ISDC
مسابقات مناظره داننشجویان ایران بومی‌سازی شده مدل مسابقات دانشگاه‌های جهان (WUDC) است. از جمله ابتکاراتی که در مدل مسابقات مناظره دانشجویان ایران به کار رفته می‌توان به دفاع گروه‌های شرکت‌کننده از موضع و نظر قلبی و واقعی خود اشاره کرد. این امر بستری فراهم می‌کند که مناظره‌گران بتوانند صادقانه نقطه نظرات خود را بیان کنند و در نتیجه به منظور جلب رأی داوران بهترین استدلال‌ها و براهینی را که مطابق با باورهایشان است، جست‌جو کنند. همچنین در مدل ISDC گروه‌ها از فرصت بیشتری برای آماده‌سازی خود برخوردار هستند، در حالی که در مدل WUDC گروه‌ها تنها دقایقی قبل از مناظره از گزاره و موضع خود باخبر می‌شوند. این امر باعث می‌شود گروه‌های شرکت‌کننده در مدت زمانی که در اختیار دارند، جوانب گسترده‌تری از بحث را بررسی و واکاوی کنند.

## آمار مشارکت‌کنندگان مسابقات ملی مناظره دانشجویان ایران
از سال 1390 تا 1404، سیزده دوره مختلف از مسابقات ملی مناظره دانشجویان ایران برگزار شده‌است که در مجموع،4 هزار و 760 تیم و 19 هزار و 40 دانشجو در این سیزده دوره شرکت کرده‌اند. اطلاعات هر دوره به شرح ذیل است:
| دوره                     | تعداد تیم شرکت‌کننده | میزبان مرحله کشوری                         | نام تیم قهرمان        | اعضا (تحصیلات) |
| ------------------------ | ------------------- | ------------------------------------------ | --------------------- | --- |
| دور اول (سال ۱۳۹۰)       | ۱۶                  | دانشگاه تربیت مدرس                         | هرمس                  | بامداد لاجوردی (کارشناسی مردم‌شناسی دانشگاه تهران) یاشار دارالشفایی (کارشناسی برنامه‌ریزی و ر فاه اجتماعی دانشگاه تهران) فائزه خواجه زاده (کارشناسی جامعه‌شناسی دانشگاه تهران) الهه نوری (کارشناسی جامعه‌شناسی دانشگاه تهران)                               |
| دور دوم (اسفند سال ۱۳۹۱) | ۲۸                  | دانشکده علوم اجتماعی دانشگاه تهران         | علامه طباطبایی        | سید احسان رفیعی علوی (دکتری حقوق دانشگاه علامه طباطبایی) محمد آدمی (دکتری حقوق بین‌الملل دانشگاه علامه طباطبایی) محمدعلی اسلامی (دکتری روان‌شناسی دانشگاه علامه طباطبایی) سعید محجوب (کارشناسی ارشد حقوق دانشگاه علامه طباطبایی)                          |
| دور سوم (سال 1393)       | ۲۲                  | دانشکده حقوق و علوم سیاسی دانشگاه تهران    | دانشگاه امام صادق     | محمد سلیمانی (دکتری حقوق دانشگاه امام صادق) محمدرضا اصغری (دکتری حقوق دانشگاه امام صادق) مرتضی خمسه (دکتری حقوق دانشگاه امام صادق) امیرحسین اصل زعیم (کارشناسی ارشد حقوق دانشگاه امام صادق)                                                             |
| دور چهارم (سال 1394)     | ۱۷۰                 | دانشگاه صنعتی امیرکبیر                     | فراست                 | نادر مستقیمی (کارشناسی مهندسی معدن دانشگاه تهران) علی فراهانی (کارشناسی مهندسی معدن دانشگاه تهران) سایه سالمی (کارشناسی مهندسی معدن دانشگاه تهران) عماد انجم‌شعاع (کارشناسی مهندسی معدن دانشگاه تهران)                                                   |
| دور پنجم (1395)          | ۴۴۰                 | دانشکده ادبیات و علوم انسانی دانشگاه تهران | تنقیح مناط ترافرازنده | مهدی عارفان (کارشناسی علوم اجتماعی دانشگاه فردوسی مشهد) علی قدیری نوفرستی (کارشناسی ارشد علوم سیاسی دانشگاه فردوسی مشهد) الهه محمودی (کارشناسی علوم اجتماعی دانشگاه فردوسی مشهد) ابوالفضل رضایی (کارشناسی علوم اجتماعی دانشگاه فردوسی مشهد)             |
| دور ششم (1396)           | ۴۸۳                 | دانشگاه علامه طباطبایی                     | کاپا                  | حمید اسکندری (کارشناسی ارشد حقوق خصوصی دانشگاه آزاد اسلامی- شیراز) امیرحسسین جاجرمی‌زاده (دکتری داروسازی دانشگاه علوم پزشکی شیراز) محمدصالح انصاری (کارشناسی مهندسی عمران شیراز) مریم مداحی گشنیز کانی (کارشناسی مهندسی برق شیراز)                       |
| دور هفتم (1397)          | ۵۷۷                 | دانشگاه علم و فرهنگ                        | جیم                   | علیرضا هاشم زادگان (کارشناسی ارشد حقوق جزای دانشگاه امام صادق) محمدصابر نیکنام (کارشناسی ارشد فلسفه دانشگاه تربیت مدرس) سعید ممتازنیا (دکتری اقتصاد دانشگاه تهران) علیرضا صدیقی (دکتری اقتصاد دانشگاه تهران)                                            |
| دور هشتم (1398)          | ۶۲۵                 | باشگاه دانشجویان دانشگاه تهران             | تنقیح مناط            | حسین جلالی (کارشناسی ارشد علوم سیاسی دانشگاه تهران) پیام افشاردوست (کارشناسی ارشد جامعه‌شناسی دانشگاه تربیت مدرس) محمدرضا نفیسی (کارشناسی ارشد اقتصاد دانشگاه شریف) امیرمحمد حسینی (کارشناسی خبرنگاری دانشکده خبر فارس)                                  |
| دور نهم (1399)           | ۲۶۲                 | برخط (آنلاین)- همه‌گیری کووید- ۱۹           | آرمان                 | ماهشید وزیری (مهندسی برق دانشگاه خواجه نصیرالدین طوسی) احمد راهداری (مهندسی برق دانشگاه خواجه نصیرالدین طوسی) فاطمه رمضانی کریشمی (کارشناسی مهندسی شیمی- دارویی دانشگاه خواجه نصیرالدین طوسی) مهدی تاجریان (مهندسی مکانیک دانشگاه خواجه نصیرالدین طوسی) |
| دور دهم (1400)           | ۳۸۳                 | باشگاه دانشجویان دانشگاه تهران             | شباویز                | پویا قلی‌پور خرشکی (کارشناسی علوم سیاسی دانشگاه پیام نور رشت) ابوالقاسم نادم (دکتری مهندسی عمران دانشگاه آزاد اسلامی- قزوین) صدرالدین فقیه (کارشناسی ارشد مدیریت جهانگردی دانشگاه علامه طباطبایی) میلاد طهرانی (کارشناسی ارشد اقتصاد دانشگاه قم)         |
| دور یازدهم (1401)        | ۳۸۷                 | دانشگاه علم و فرهنگ                        | شهید دیالمه           | امیرمحمد تفاوت (کارشناسی حقوق دانشگاه پیام نور رامسر) عابده آقاجانپور پاشا (کارشناسی بهداشت عمومی دانشگاه مامایی پرستاری) زهرا پروانه (کارشناسی بهداشت عمومی دانشگاه مامایی پرستاری) علیرضا غلامی (کارشناسی حقوق دانشگاه پیام نور رامسر)                |
| دور دوازدهم (1402- 1403) | 884                 | دانشگاه علم و فرهنگ                        | سخن                   | محمدامین عامری (کارشناسی ارشد علوم سیاسی دانشگاه تهران) محمدامین کشاورز حداد (کارشناسی ارشد علوم سیاسی دانشگاه تهران) فاطمه حسن‌نژاد (کارشناسی ارشد سیاست‌گذاری عمومی دانشگاه تهران) مرضیه سیفی (کارشناسی حقوق دانشگاه پیام نور)                          |
| دور سیزدهم (1403- 1404)  | 966                 | دانشگاه علم و فرهنگ                        | سوفار                 | محمد محمدی بلبلان‌آباد (دکتری عمومی پزشکی دانشگاه علوم پزشکی همدان) دانیال موحد (کارشناسی پرستاری دانشگاه علوم پزشکی همدان) صدرا فقیه (کارشناسی ارشد روانشناسی دانشگاه آزاد اصفهان) محمد طالبی (کارشناسی ارشد جامعه‌شناسی دانشگاه اصفهان)                 |

## پخش تلویزیونی
از دوره پنجم به بعد، مسابقات ملی مناظره دانشجویان ایران از سوی سازمان صداوسیمای جمهوری اسلامی ایران ضبط و از شبکه چهار پخش شده‌است. تمامی مسابقات مرحله کشوری یازدهمین دوره مسابقات مناظره دانشجویان ایران در وب به صورت آنلاین قابل دسترس و مشاهده است.

## پیامرئیسان جمهوربه مسابقات ملی مناظره دانشجویان ایران
حسن روحانی، رئیس‌جمهور وقت در پیام خود به هشتمین دوره مسابقات ملی مناظره دانشجویان ایران در سال ۱۳۹۸، با اشاره به مذاکرات هسته‌ای بیان کرد: «دولت تدبیر و امید نیز در طی سال‌های خدمت به مردم، همواره نشان داده‌است که اهل گفت و گو و مذاکره سازنده، به نفع ملت ایران است. به همین دلیل شورایعالی انقلاب فرهنگی روز ۲۳ تیر ماه را که روز توافق مذاکرات هسته‌ای بود را به عنوان روز گفت و گو و تعامل سازنده با جهان نامگذاری کرد.».

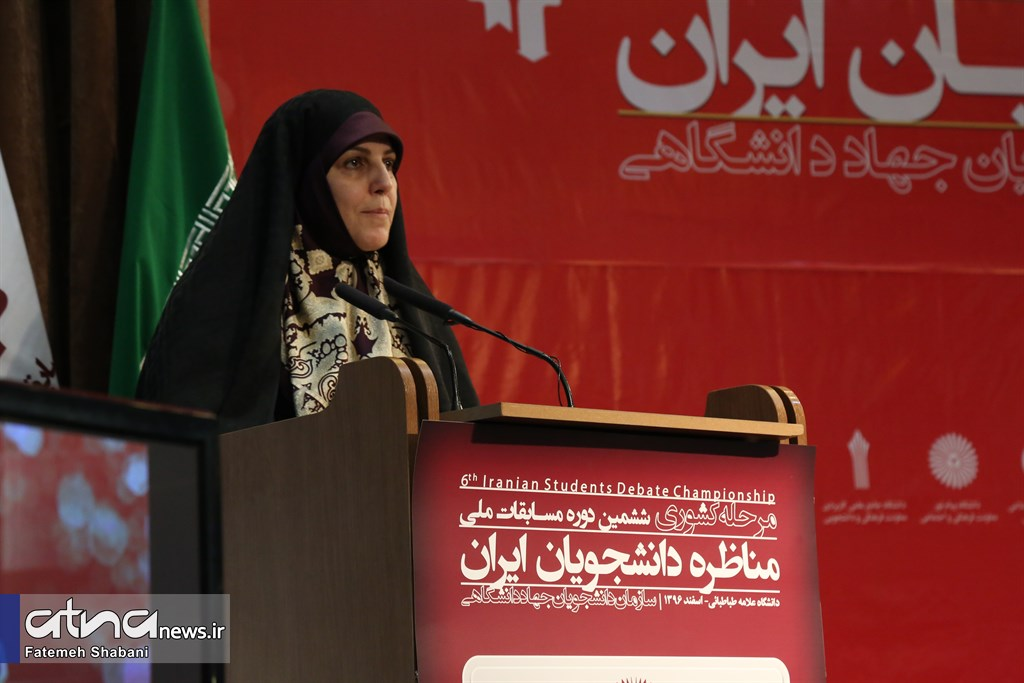
شهیندخت مولاوردی، معاون امور زنان و خانواده رئیس جمهوری دولت یازدهم در اختتامیه ششمین دوره مسابقات مناظره دانشجویان ایران

سید ابراهیم رئیسی، سیزدهمین رئیس جمهوری اسلامی ایران نیز در پیام خود به یازدهمین دوره این مسابقات، انتظار دولت خود از نخبگان و دانشگاهیان را «نقد منصفانه سیاست‌ها و برنامه‌های دولت در کنار تبیین جهادی حقایق، معرفی دستاوردها و ارائه راهکار برای اصلاح امور و حل چالش‌های پیش روی کشور عزیزمان ایران» بیان کرد.
همچنین، مسعود پزشکیان، چهاردهمین رئیس جمهوری اسلامی ایران در پیام خود به سیزدهمین دوره مسابقات ملی مناظره دانشجویان ایران با اشاره به اینکه «گفتمان وفاق ملی» که دولت بر توسعه و تحقق آن در عرصه‌های مختلف تأکید دارد، صرفاً یک شعار نیست و ضرورتی برای عبور از چالش‌ها و رسیدن به ایرانی آباد و پیشرفته است، تصریح کرد: «کلید دستیابی به این مهم، گفت‌وگو است و دولت با تمام توان حامی تداوم این‌گونه رویدادهای ارزشمند است».

## کتب و محتوای آموزشی تولیدشده برای معرفی الگوی ISDC
مرکز ملی گفت‌وگو، مناظره و آزاداندیشی سازمان دانشجویان ایران جهت معرفی این الگو و آشنایی هرچه بیشتر دانشجویان با این مسابقات و نیز افزایش کیفیت مسابقات، اقدام به انتشار کتب و محتوای آموزشی کرده‌است که عناوین آن به شرح ذیل است:
- کتاب مناظرات برنده، استیون جانسون، انتشار سازمان جهاددانشگاهی تهران[۴۴][۴۵]
- راهنمای کاربردی مسابقات مناظره دانشجویان ایران مدل ISDC، تألیف مهدی عنبری، مائده صالحی، بشیر معتمدی، سعید بابایی، مهدیه شاه‌نظری اول، نشر سازمان انتشارات جهاددانشگاهی[۴۶][۴۷]
- کتاب استدلال درست، بو سئو، ترجمه مرکز ملی گفت‌وگو، مناظره و آزاداندیشی سازمان دانشجویان جهاددانشگاهی، نشر سازمان جهاددانشگاهی تهران [۴۸] [۴۹]
- کتاب برنده هر مناظره باش، مهدی حسن، ترجمه مرکز ملی گفت‌وگو، مناظره و آزاداندیشی سازمان دانشجویان جهاددانشگاهی، نشر سازمان جهاددانشگاهی تهران [۵۰] [۵۱]
- کارگاه منطق و مغالطات در مناظره، مدرس: دکتر علی‌اصغر خندان[۵۲]

## حواشی

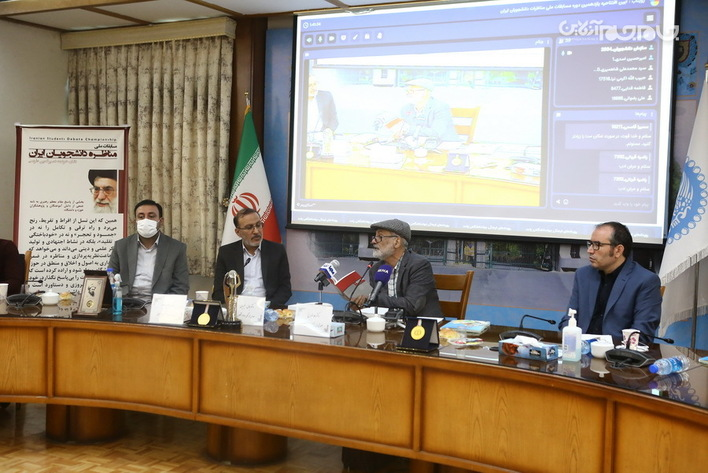
عماد افروغ در افتتاحیه یازدهمین دوره مسابقات ملی مناظره دانشجویان ایران

عماد افروغ، از جمله چهره‌های اصولگرا و نماینده پیشین مجلس شورای اسلامی، در آیین افتتاحیه یازدهمین دوره مسابقات ملی مناظره دانشجویان ایران، آخرین سخنرانی خود در زمان حیات را انجام داد که در آن به علل و ریشه‌های ناآرامی‌های سال ۱۴۰۱ پرداخت و بیان کرد که «مسئولیت شوک روحی و روانی واردشده به مهسا امینی با پلیس است».